# Summer World University Games 2025/Teilnehmer (Niederlande)
| Gelbes Symbol für Goldmedaillen mit stilisierten Olympischen Ringen | Graues Symbol für Silbermedaillen mit stilisierten Olympischen Ringen | Braundes Symbol für Bronzemedaillen mit stilisierten Olympischen Ringen |
| ------------------------------------------------------------------- | --------------------------------------------------------------------- | ----------------------------------------------------------------------- |
| 2                                                                   | 4                                                                     | 2                                                                       |

Die Niederlande nahm an den Summer World University Games 2025 vom 16. bis zum 27. Juli mit 105 Athleten (51 Männer und 54 Frauen) teil.

## Medaillen

### Medaillenspiegel
| Rang   | Sportart        | Gold | Silber | Bronze | Gesamt |
| ------ | --------------- | ---- | ------ | ------ | ------ |
| 1      | Rudern          | 2    | 2      | 2      | 6      |
| 2      | Beachvolleyball | –    | 2      | –      | 2      |
| Gesamt | Gesamt          | 2    | 4      | 2      | 8      |

### Medaillengewinner
| Name/n | Sportart        | Wettkampf              |
| --- | --------------- | ---------------------- |
| Gold |                 |                        |
| Nicolaas Dirkzwager Adam Street | Rudern          | Doppelzweier           |
| Kevin-Lee Bieshaar Thomas Driessen Pepijn Ermstrang Reinier Vriens                                                                                                 | Rudern          | Vierer ohne Steuermann |
| Silber |                 |                        |
| Quinten Groenewold Tom Sonneville | Beachvolleyball | Männer                 |
| Nigella Negenman Floor Hogenhout | Beachvolleyball | Frauen                 |
| Sanne de Kleijn Sophie Goldschmeding Lotte Jansen Martine Kamminga Rowin Morsinkhof Fréderique Pals Evie Rademaker Anna Sanders Fenna Beukema (Steuerfrau)         | Rudern          | Achter Frauen          |
| Iris van den Berg Jessy Vermeer | Rudern          | Doppelzweier           |
| Bronze |                 |                        |
| Isa Dignum Lydia Knevel Vera Versteegh Nienke von Hebel | Rudern          | Vierer ohne Steuerfrau |
| Bart Berbers Floris bij de Weg Lancelot Bloemen Pepijn Ermstrang Bart Lauwers Samuel Meijdam Bastiaan van Gerwen Joppe Visch Jaap Worm Hanne Gielliet (Steuerfrau) | Rudern          | Achter Männer          |

## Teilnehmer nach Sportarten

### Badminton
| Männer - Ties van der Lecq - Brian Wassink - Lars Kros | Frauen - Diede Odijk - Iris van Leijsen - Amy Tan |

### Beachvolleyball
| Männer - Quinten Groenewold - Tom Sonneville | Frauen - Nigella Negenman - Floor Hogenhout |

### Bogenschießen
| Männer - Jelle Reule - Jay Tjin-a-djie - Damian Tempelman | Frauen - Ilona Hollander - Yalenka Zeeders - Suzanne de Vries |

### Fechten
| Männer - Jesse Pieper - Konrad Veenenbos - Preston Stroop - Julian Haasbeek - Teun Jans - Alexander Zoons | Frauen - Katelijn Kroese - Marleen Buitenhuis |

### Judo
| Männer - Lars Vissers - Twan Witteveen - Jochem van Harten - Niels Thijssen - Senne van Suilen - Jelle de Bruin - Dwayne Korevaar | Frauen - Mai van der Scheer - Franka van der Salm - Zoë de Jong - Elena Renes - Lotte Schutjes - Paulien Sweers |

### Leichtathletik
| Männer - Tom Hoogeboom - Nathan Houwaard - Paavo de Leng - David Cairo - Bjorn van Kins | Frauen - Amina Maatoug - Emmy van den Berg - Ilse Steigenga - Pauline Hondema - Elise de Jong |

### Rudern
| Männer - Percijn van Haeringen (Einer) - Nicolaas Dirkzwager (Doppelzweier) - Adam Street (Doppelzweier) - Wouter Hoepman (Zweier ohne Steuermann) - Floris Reinders (Zweier ohne Steuermann) - Reinier Vriens (Vierer ohne Steuermann) - Thomas Driessen (Vierer ohne Steuermann) - Pepijn Ermstrang (Vierer ohne Steuermann) - Kevin-Lee Bieshaar (Vierer ohne Steuermann) - Bastiaan van Gerwen (Achter) - Jaap Worm (Achter) - Samuel Meijdam (Achter) - Lancelot Bloemen (Achter) - Bart Berbers (Achter) - Floris bij de Weg (Achter) - Bart Lauwers (Achter) - Joppe Visch (Achter) | Frauen - Jacobien van Westreenen (Einer) - Jessy Vermeer (Doppelzweier) - Iris van den Berg (Doppelzweier) - Sona Hospers (Zweier ohne Steuerfrau) - Noortje Wilms (Zweier ohne Steuerfrau) - Isa Dignum (Vierer ohne Steuerfrau) - Vera Versteegh (Vierer ohne Steuerfrau) - Nienke von Hebel (Vierer ohne Steuerfrau) - Lydia Knevel (Vierer ohne Steuerfrau) - Martine Kamminga (Achter) - Fréderique Pals (Achter) - Fenna Beukema (Steuerfrau, Achter) - Evie Rademaker (Achter) - Sanne de Kleijn (Achter) - Rowin Morsinkhof (Achter) - Sophie Goldschmeding (Achter) - Anna Sanders (Achter) - Lotte Jansen (Achter) - Hanne Gielliet (Steuerfrau, Achter Männer) |

### Schwimmen
| Männer - Ivo Kroes | Frauen - Britta Koehorst |

### Taekwondo
| Männer - Jayden Setrodipo - Aymen Achnine - Dion Weidum | Frauen - Sara Mouch - Amy Jo Mink |

### Tennis
| Frauen - Jolien Geels |

### Tischtennis
| Männer - Lode Hulshof - Aron Sanders - Daan Sanders - Floris zur Muhlen | Frauen - Emine Ernst - Dobrila Jorguseska - Shuohan Men - Karlijn van Lierop |

### Turnen

#### Gerätturnen
| Frauen - Sam van der Hilst - Mijke Jansen - Mischa Marchena |

#### Rhythmische Sportgymnastik
Frauen
- Barbara Galek-Olsthoorn
- Noa van der Laan

### Wasserspringen
| Frauen - Oona Abbema |